# Klara Soppteater

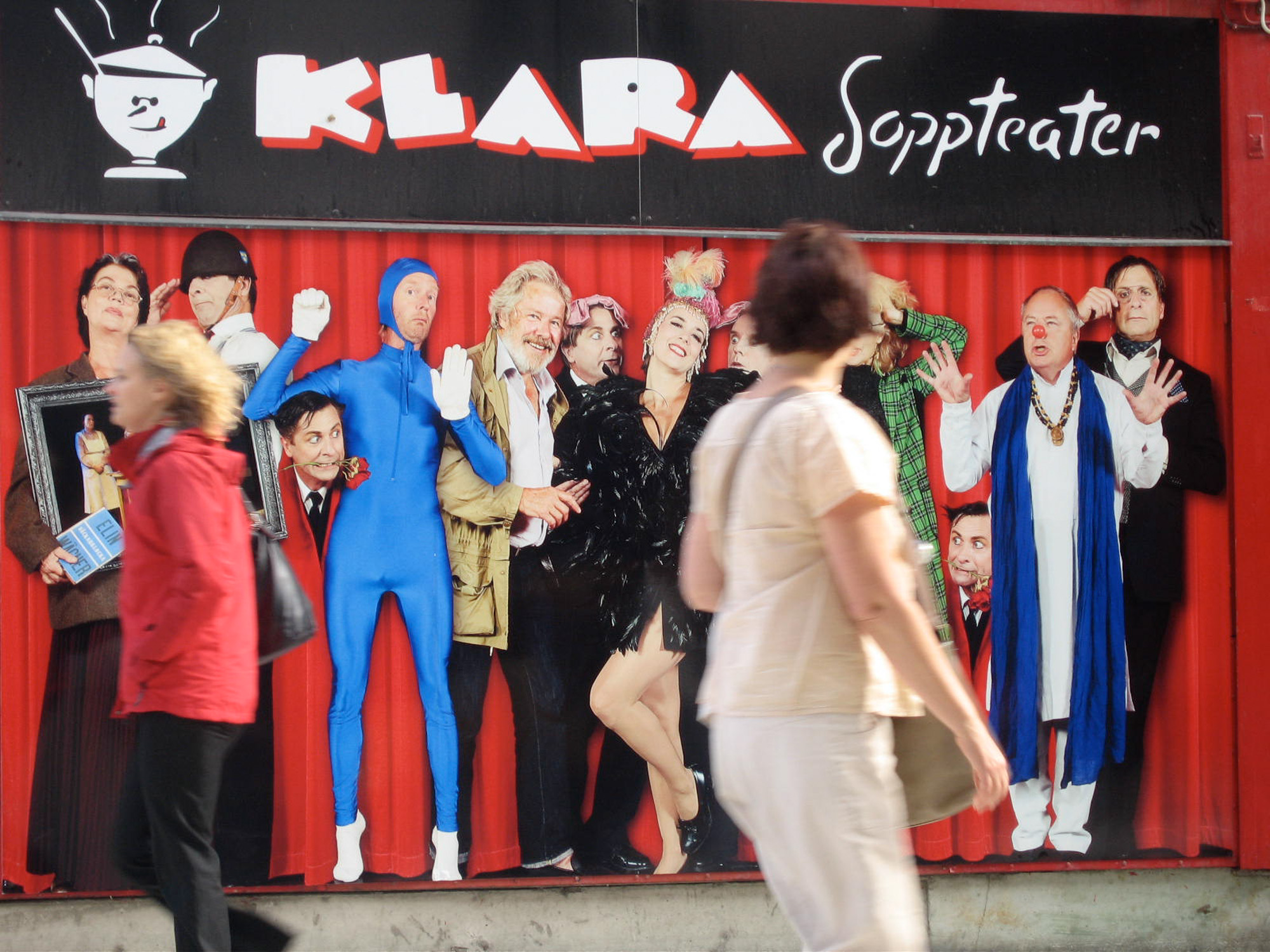
Klara Soppteater på Drottninggatan i Stockholm.

Klara Soppteater, eller "Soppteatern" som administreras av Kulturhuset Stadsteatern bjuder vid lunchtid på teater och soppa i kombination. Vegetariskt alternativ utlovas. Namnet är hämtat från de traditionella soppkök, som religiösa och ideella organisationer genom åren upprättat för att mätta svältande människor och som förekommer världen över. Klara Soppteater startade 1989 och leddes under de första åtta åren av Helge Skoog, efterträdd av Med Reventberg och därefter Ole Forsberg. Hösten 2013 tog Albin Flinkas över som konstnärlig ledare och efterföljdes 1 januari 2019 av Sara Jangfeldt.  